# Frantic
«Frantic» es la primera canción del octavo álbum de estudio de Metallica, St. Anger, que fue además extraída como sencillo en 2003, fecha de la publicación del álbum. La letra de la canción, como la mayoría de las canciones de St. Anger, trata los problemas sufridos por la banda, la adicción al alcohol del vocalista James Hetfield y su posterior rehabilitación. En el documental de la banda, Some Kind of Monster, el batería Lars Ulrich revela que su intención era nombrar al disco Frantic en lugar de St. Anger.

## Video musical
El video musical de «Frantic» fue dirigido por Wayne Isham. Consiste en un hombre que va conduciendo su vehículo, hasta que se estrella con un camión contenedor en un cruce. En esos momentos, tiene un flashback de todo lo que fue su vida (tabaco, alcohol, sexo, fiestas, se asume que drogas también), con algunas escenas extra de Metallica tocando la canción en callejones o en basureros. Al final, a pesar de que el carro queda patas arriba, el hombre queda vivo, por lo que se ríe a carcajadas, hasta que un 4x4 que va hacia él golpea el carro en la ventana en el que él está situado; si el hombre ha muerto o no, no se sabe, pues en ese momento el video concluye.

## Créditos
- James Hetfield: Voz y guitarra.
- Kirk Hammett: Guitarra.
- Bob Rock: Bajo eléctrico.
- Lars Ulrich: Batería y percusión.

## Lista de canciones

### Primer sencillo en CD
1. «Frantic» (Hetfield/Ulrich/Hammett/Rock) - 5.50
2. «Blackened» (Directo) (Hetfield/Ulrich/Newsted) - 6.37
3. «Harvester of Sorrow» (directo) (Hetfield/Ulrich) - 6.41
4. «Frantic» - Vídeo musical

### Segundo sencillo en CD
1. «Frantic» (Hetfield/Ulrich/Hammett/Trujillo) - 5.50
2. «No Remorse» (Directo) (Hetfield/Ulrich) - 5.16
3. «Welcome Home» (Sanitarium) (Directo) (Hetfield/Ulrich/Hammett/Trujillo) - 6.40

- Las canciones en directo fueron grabadas el 1 de junio de 2003 en el Download Festival de Donington, Reino Unido.

### Edición internacional del sencillo
1. «Frantic» (Hetfield/Ulrich/Hammett/Rock) - 5.50
2. «No Remorse» (Directo) (Hetfield/Ulrich) - 5.16

- «No Remorse» fue grabada el 1 de junio de 2003 en el Download Festival.

### Edición limitada enBélgicayHolanda
1. «Frantic» (Hetfield/Ulrich/Hammett/Rock)
2. «Harvester of Sorrow» (Directo) (Hetfield/Ulrich)
3. «Welcome Home» (Sanitarium) (Directo) (Hetfield/Ulrich/Hammett)
4. «No Remorse» (Directo) (Hetfield/Ulrich)

- "Harvester of Sorrow" fue grabada el 15 de junio de 2003 en el Fields Rock Festival en Nimega, Países Bajos.
- "No Remorse" y "Welcome Home (Sanitarium)" fueron grabadas el 28 de junio de 2003 en el Werchter Festival en Werchter, Bélgica.

### Edición limitada enEspañayPortugal
1. «Frantic» (Hetfield/Ulrich/Hammett//Trujillo)
2. «Harvester of Sorrow» (Directo) (Hetfield/Ulrich)
3. «Welcome Home» (Sanitarium) (Directo) (Hetfield/Ulrich/Hammett/Trujillo)
4. «No Remorse» (Directo) (Hetfield/Ulrich)

- Las canciones en directo fueron grabadas el 21 de junio de 2003 en el Doctor Music Festival en Barcelona, España.

### Edición limitada enItalia
1. «Frantic» (Hetfield/Ulrich/Hammett/Trujillo) - 5.50
2. «Blackened» (Directo) (Hetfield/Ulrich/Newsted) - 7.02
3. «Harvester of Sorrow» (Directo) (Hetfield/Ulrich) - 6.33
4. «Welcome Home» (Sanitarium) (Directo) (Hetfield/Ulrich/Hammett) - 7.18
5. «No Remorse» (Directo) (Hetfield/Ulrich) - 5.29

- Las canciones en directo fueron grabadas el 13 de junio de 2003 en el Imola Jammin' Festival, Imola, Italia.

### Edición limitada enEscandinavia
1. «Frantic» (Hetfield/Ulrich/Hammett/Trujillo) - 5.50
2. «Blackened» (Directo) (Hetfield/Ulrich/Newsted) - 8.02
3. «Harvester of Sorrow» (Directo) (Hetfield/Ulrich) - 7.06
4. «Welcome Home» (Sanitarium) (Directo) (Hetfield/Ulrich/Hammett) - 6.49
5. «No Remorse» (Directo) (Hetfield/Ulrich) - 5.33

- Las canciones en directo fueron grabadas el 26 de junio de 2003 en el Roskilde Festival, Roskilde, Dinamarca.

### Edición limitada enAlemania
1. «Frantic» (Hetfield/Ulrich/Hammett/Rock)
2. «No Remorse» (Directo) (Hetfield/Ulrich/Trujillo)

- La canción en directo fue grabada el 8 de junio de 2003 en el festival Rock am Ring de Nürburgring, Alemania.

### Edición limitada enFrancia
1. «Frantic» (Hetfield/Ulrich/Hammett/Rock)
2. «Blackened» (Directo) (Hetfield/Ulrich/Newsted)
3. «Harvester of Sorrow» (Directo) (Hetfield/Ulrich)
4. «Welcome Home» (Sanitarium) (Directo) (Hetfield/Ulrich/Hammett)

- Las canciones en directo fueron grabadas el 8 de junio de 2003 en el Bataclan, París, Francia.

### EP deJapón
1. «Frantic» (Hetfield/Ulrich/Hammett/Rock) - 5.50
2. «Blackened» (Directo) (Hetfield/Ulrich/Newsted) - 6.37
3. «Harvester of Sorrow» (Directo) (Hetfield/Ulrich) - 6.41
4. «Welcome Home» (Sanitarium) (Directo) (Hetfield/Ulrich/Hammett) - 6.40
5. «No Remorse» (Directo) (Hetfield/Ulrich) - 5.16

- Las canciones en directo fueron grabadas el 1 de junio en el Download Festival, Donington, Reino Unido.

### Edición en vinilo de 12"
1. «Frantic» (Hetfield/Ulrich/Hammett/Rock) - 5.50
2. «Frantic» (Mezclada por U.N.K.L.E.)" (Hetfield/Ulrich/Hammett/Rock) - 6.51